# 黑田庄站
黑田庄站（日语：／ Kurodashō eki */?）是位於兵庫縣西脇市黑田庄町岡，屬於西日本旅客鐵道（JR西日本）的加古川線車站。

## 歷史
- 1923年（大正12年） - 建設第一代車站[2]。
  - 當時車站位於兵庫縣多可郡黑田庄村（日语：黒田庄町）岡。
- 1924年（大正13年）12月27日[1]- 播丹鐵道 野村站（現時：西脇市站）至谷川站之間開通，此站啟用。當時為旅客和貨物車站[1][3]。
- 1943年（昭和18年）6月1日 - 播丹鐵道被國有化，成為鐵道省加古川線車站[4]。
- 1960年（昭和35年）1月1日 - 隨著黑田庄村實施町制，成為黑田庄町，車站地址變為兵庫縣多可郡黑田庄町岡。
- 1964年（昭和39年）11月1日 - 結束貨物起卸業務。
- 1987年（昭和62年）4月1日 - 伴隨國鐵分割民營化，車站由西日本旅客鐵道（JR西日本）營運。
- 1990年（平成2年）
  - 6月1日 - 加古川鐵道部（日语：加古川鉄道部）成立，並管轄此站[5]。
  - 10月1日 - 成為無人車站。
- 2004年（平成16年）11月下旬 - 第一代車站大樓拆毀[2]。
- 2005年（平成17年）
  - 1月27日 - 第二代車站大樓舉行奠基儀式[6]。
  - 4月10日 - 第二代車站大樓舉行竣工儀式[7]。
  - 10月1日 - 隨著西脇市成立，車站地址變為現址。
- 2009年（平成21年）7月1日 - 隨著加古川鐵道部廢止，變由神戶分社（日语：西日本旅客鉄道神戸支社）直轄，此站由加古川站管理[8][9]。

## 車站構造
本站是地面車站，設有1面1線的單式月台。谷川方向的列車會開啟左邊車門。此站曾設有2面2線的相對式月台。隨著加古川線進行電氣化工程，一邊月台於2004年5月撤走。月台上設有斜道。靠近站房側則設有貨物專用側線。
此站是由加古川站管理的無人車站，站内沒有設置自動售票機或乘車站證明書發行機。而本站的站房在2005年進行翻新，車站入口通路加設候車室、多用途室、倉庫和廁所，成為一座L字型的站房。多用途室同設有町的交流設施。

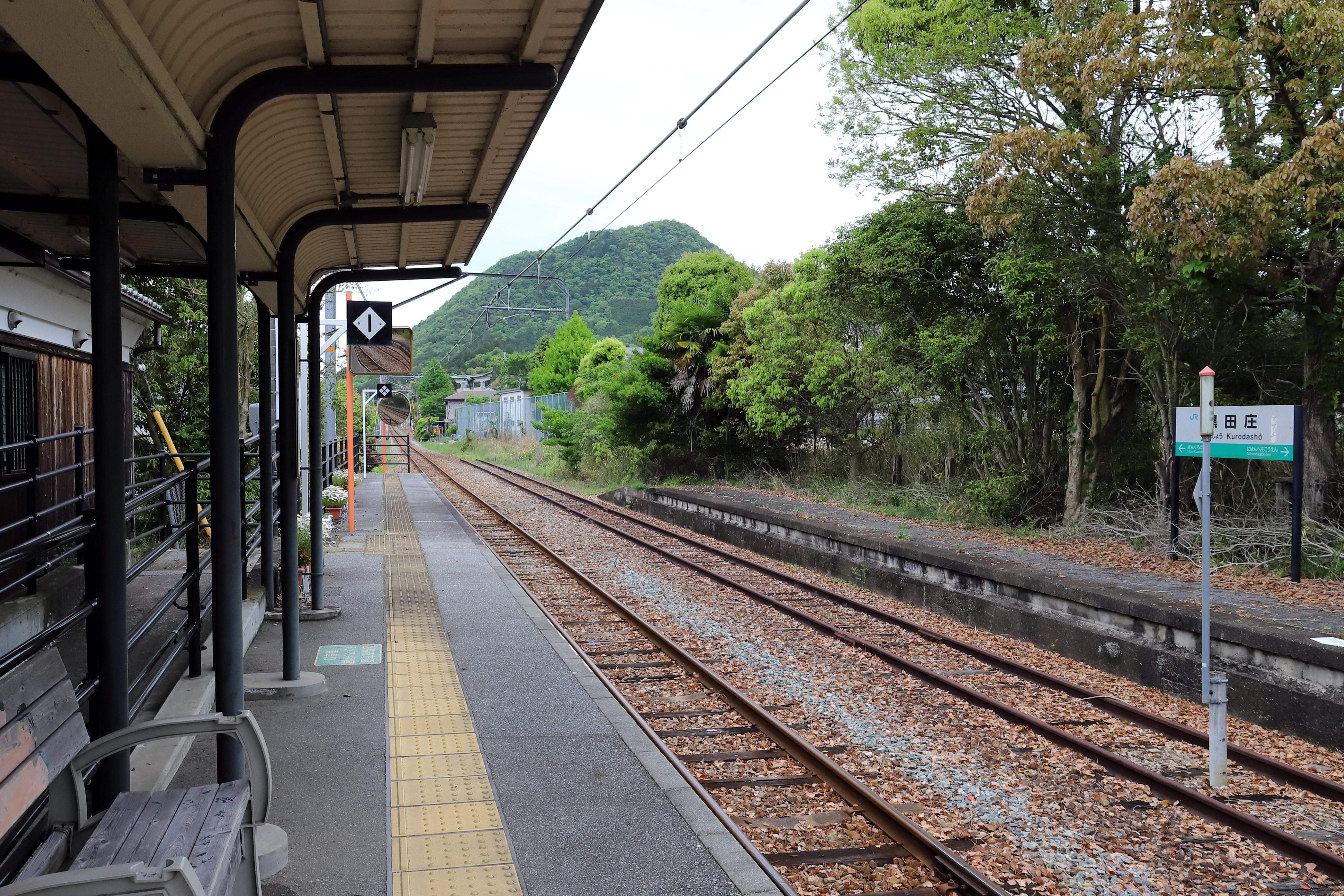
月台（2020年5月）
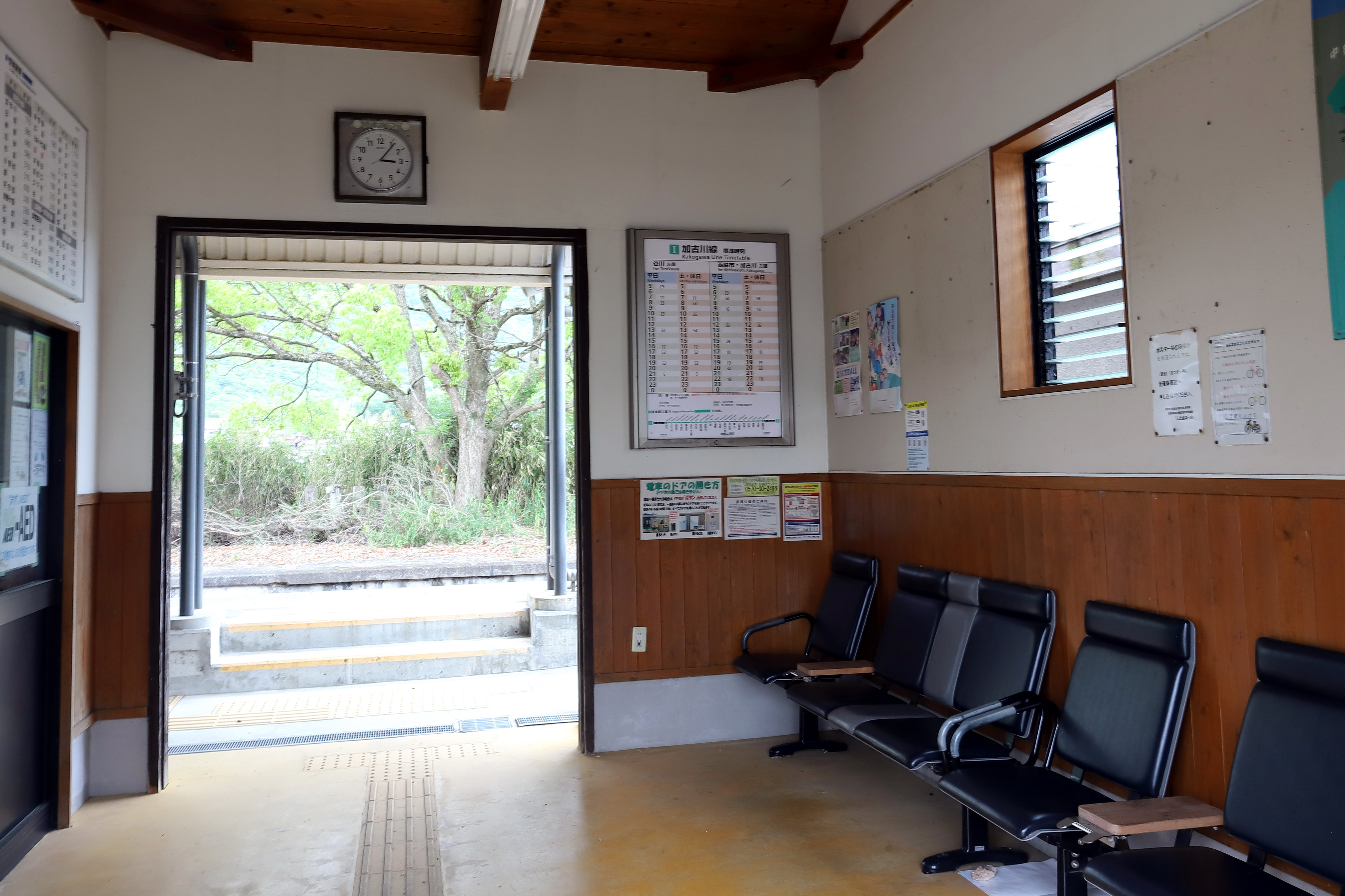
候車室（2020年5月）

## 利用狀況
在2019年度，1日平均の乗車人員は32人。
| 年度   | 1日平均 乘車人次 |
| ------ | ---------------- |
| 2000年 | 52               |
| 2001年 | 47               |
| 2002年 | 39               |
| 2003年 | 36               |
| 2004年 | 28               |
| 2005年 | 23               |
| 2006年 | 27               |
| 2007年 | 27               |
| 2008年 | 28               |
| 2009年 | 28               |
| 2010年 | 28               |
| 2011年 | 31               |
| 2012年 | 32               |
| 2013年 | 30               |
| 2014年 | 28               |
| 2015年 | 35               |
| 2016年 | 32               |
| 2017年 | 33               |
| 2018年 | 32               |
| 2019年 | 32               |

## 車站周邊
此站是舊黑田庄町的玄關站。舊町公所變為黑田庄地域綜合事務所（2010年3月31日關閉）。
- 黑田庄消防駐在所
- 兵主神社[1]
- 極樂寺
- 東光寺
- 樟樹保育園
- 楠幼稚園
- 楠丘小學
- 福谷公園（日语：福谷公園）
- 岡稻荷神社（日语：岡稲荷神社）
- 黑田稻荷神社
- 福地稻荷神社
- 兵主神社（日语：兵主神社 (西脇市)）
- 西林寺（日语：西林寺 (西脇市)）
- 長明寺
- 莊嚴寺（日语：荘厳寺 (西脇市)）
- 極樂禪寺
- 東光寺
- 長明寺 - 岩屋寺（長明寺奧之院）

## 巴士路線
西脇市社區巴士駛入至此站。
黑田庄站巴士站
- 杉菜巴士（船町線）
  - 前往船町公民館
  - 經上野、西脇醫院前往西脇營業所（日语：神姫バス西脇営業所）

## 相鄰車站
西日本旅客鐵道（JR西日本）
 加古川線
日本肚臍公園－黑田庄－本黑田

## 注腳
1. 1 2 3 4 5 6 7 8 9 10  . 神戶新聞綜合出版中心. 2011-12-15: 215. ISBN 9784343006028 （日语）.
2. 1 2 3 4   (pdf). 広報くろだしょう (黑田庄町). 2004-11-01: 4–5  [2014-11-12]. （原始内容存档 (PDF)于2015-09-23） （日语）.
3. ↑  「地方鉄道運輸開始」『官報』1925年1月15日（國立國會圖書館數碼化收藏）
4. ↑  「鉄道省告示第120号」『官報』1943年5月25日（國立國會圖書館數碼化收藏）
5. ↑  JRR編《JR気動車客車編成表 2011》交通新聞社，2011年。ISBN 978-4-330-22011-6。
6. ↑   (pdf). 廣報黑田庄町 (黑田庄町). 2005-03-01: 14  [2014-11-12]. （原始内容存档 (PDF)于2015-09-23） （日语）.
7. 1 2   (pdf). 廣報黑田庄町 (黑田庄町). 2005-05-01: 4  [2014-11-12]. （原始内容存档 (PDF)于2015-09-23） （日语）.
8. 1 2  . 交通新聞 (交通新聞社). 2009-06-25: 1 （日语）.
9. ↑  加古川鉄道部組織改正について（日語）（互聯網存檔）- 西日本旅客鐵道新聞稿 2009年6月19日
10. ↑  . 西脇市.   [2014-11-12]. （原始内容存档于2022-04-18） （日语）.
11. ↑  兵庫県統計書令和元年版 （页面存档备份，存于）（日語）
12. ↑  . 東野としひろ活動NEWS. 2010-04-01  [2014-11-12]. （原始内容存档于2016-03-04） （日语）.
13. ↑   (pdf). 廣報西脇 (西脇市政廳). 2010-04-01: 6  [2014-11-12]. （原始内容存档 (PDF)于2015-09-23） （日语）.

## 外部連結
- 黑田庄｜車站資訊：JR出門網 - 西日本旅客鐵道